# Cipriano Muñoz y Manzano
Cipriano Muñoz y Manzano (l'Havana, Cuba, 3 d'octubre de 1862 - Biarritz, 1 de desembre de 1933) va ser un historiador i lingüista, Gran d'Espanya, amb el títol de comte de la Viñaza, Épila. Va ser a més ambaixador a Rússia, Itàlia i davant el Vaticà, i diputat del Regne i senador.

## Biografia
Fou elegit diputat pel districte d'Eixea a les eleccions generals espanyoles de 1891 i 1893, i Senador per Matanzas (Cuba) en 1898, Osca en 1899, 1901, 1903, 1904 i Senador per dret propi el 1914. Endemés, el 1902 fou escollit acadèmic de la Reial Acadèmia de la Història.
El seu particular coneixement d'Amèrica li serví per representar Espanya en la commemoració del Primer Centenari de la Independència de Perú (1921). On la idea era congregar a Lima a representants de tot el continent americà i de selectes països europeus. La invitació es va estendre, en primer lloc, a l'aliat del règim, els Estats Units, i també als veïns «conflictius» com Brasil, Equador, Bolívia i Colòmbia. Va quedar exclòs Xile al no haver-se resolt encara el problema del plebiscit de Tacna i Arica. La Cancelleria, a càrrec d'Alberto Salomón, va donar a conèixer la llista definitiva de convidats a l'octubre de 1920: van confirmar la seva assistència 16 ambaixades i 13 missions especials de tot el món. A Espanya se li va assignar un lloc d'honor i al Secretari de l'ambaixada del Perú a Madrid, Oscar Barrenechea, se li va encomanar la invitació a Sa Majestat Alfons XIII d'Espanya, gestió que finalment no va arribar a bon terme; en el seu lloc va venir, presidint una nodrida delegació, Cipriano Muñoz y Manzano, comte de la Viñaza i Gran d'Espanya, amb la categoria d'Ambaixador Extraordinari.

## Obres
- Muñoz y Manzano, Cipriano. Santa Teresa de Jesús: ensayo crítico.  A. Pérez Dubrull, 1882.

- Muñoz y Manzano, Cipriano. Aurelio Prudencio Clemente: ensayo biográfico-crítico.  Tipografía de los Huérfanos, 1888.

- Muñoz y Manzano, Cipriano. Arte breve i compendiossa para aprender á leer, escreuir, pronunciar y hablar la lengua española, compuesta por Juan de Luna ... Impressa en Londres, año de 1623 y nuevamente publicada ahora por el excelentisimo señor conde la Viñaza.  Establecimiento tipográfico de La Derecha, 1892.

- Muñoz y Manzano, Cipriano. Bibliografía española de lenguas indígenas de América, Cipriano Muñoz y Manzano Viñaza (conde de la).  Sucesores de Rivadeneyra, 1892.

- Muñoz y Manzano, Cipriano. Gramática de la lengua vulgar de España.  La Derecha, 1892.

- Muñoz y Manzano, Cipriano. Biblioteca histórica de la filología castellana.  Madrid: Real Academia Española, 1893.

- Muñoz y Manzano, Cipriano. Arte grande de la lengua castellana: Compuesto en 1626 por el maestro Gonzalo Correas... Publicado por primera vez el conde de la Viñaza....  Tip. R. Fé, 1903.

- Muñoz y Manzano, Cipriano. Los cronistas de Aragon: Discursos leídos ante S.M. El rey don Alfonso XIII, presidiendo la Real academia de la historia, en la recepción pública del excmo. Sr. Conde de la Viñaza, el día 13 de Marzo de 1904.  Los hijos de M.G. Hernández, 1904.